# John Thaw
John Edward Thaw (West Gorton, Manchester, 3 januari 1942 – Luckington, Wiltshire, 21 februari 2002) was een Engels acteur die vooral bekend werd door de detectiveserie Inspector Morse waarin hij 33 maal de titelrol vertolkte. De serie liep van 1987 tot 2000. Zijn assistent in de serie Robbie Lewis (gespeeld door Kevin Whately) kreeg een vervolg op de oorspronkelijke serie onder de naam Lewis.
Thaw speelde in zijn carrière nog veel andere rollen op televisie, in het theater en in de film. De harde detective Jack Regan in de televisieserie (en twee films) van The Sweeney bracht hem faam in Groot-Brittannië en was later ook op de Nederlandse televisie te zien. Hij speelde detective inspector Jack Regan in 53 afleveringen tussen 1975 en 1978.
Een van de laatste rollen was die van de liberale advocaat James Kavanagh in Kavanagh QC (1995–1999). 
Thaw leidde een teruggetrokken bestaan in een landhuis uit de 18de eeuw. Net als inspecteur Morse kende ook Thaw de nodige alcoholproblemen. Sinds juni 2001 werd Thaw behandeld voor slokdarmkanker. De chemotherapie leek aan te slaan, maar hij kreeg al snel een terugval. Hij overleed op 60-jarige leeftijd, omringd door zijn familie.
Kevin Whately noemde Thaw volgend op diens overlijden " 's lands beste filmacteur".
Van 24 december 1973 tot aan zijn dood was John Thaw getrouwd met de negen jaar oudere actrice Sheila Hancock. Uit dit huwelijk werd in 1974 dochter Joanna geboren. Tussen juni 1964 en 1968 was hij al getrouwd met Sally Alexander. In oktober 1965 werd uit dit huwelijk dochter Abigail geboren. De beide dochters van Thaw zijn ook actrices.

## Filmografie
- The Younger Generation (televisieserie) – Martin (afl. "The Rabbit Set", 1961)
- The Younger Generation (televisieserie) – Denny (afl. "Flow Gently Sweet Afton", 1961)
- The Younger Generation (televisieserie) – Peter (afl. "The Suburb Cuckoo", 1961)
- The Younger Generation (televisieserie) – Charlie (afl. "The Mating Age", 1961)
- The Younger Generation (televisieserie) – Edward (afl. "Run Away Home", 1961)
- The Younger Generation (televisieserie) – Max (afl. "Somewhere to Begin", 1961)
- The Younger Generation (televisieserie) – Klant (afl. "Goodbye Charlie", 1961)
- ITV Play of the Week (televisieserie) – soldaat Hurst (afl. "Sergeant Musgrave's Dance", 1961)
- Nil Carborundum (televisiefilm, 1962) – rol onbekend
- The Loneliness of the Long Distance Runner (1962) – Bosworth
- Z-Cars (televisieserie) – Det. Con. Elliot (4 afl., 1963)
- The Edgar Wallace Mystery Theatre (televisieserie) – Alan Roper (afl. "Five to One", 1963)
- ITV Play of the Week (televisieserie) – rol onbekend (afl. "I Can Walk Where I Like Can't I?", 1964)
- De Wrekers (televisieserie) – Kapitein Trench (afl. "Esprit de Corps", 1964)
- ITV Play of the Week (televisieserie) – Henry Potter (afl. "The Other Man", 1964)
- The Edgar Wallace Mystery Theatre (televisieserie) – David Jones (afl. "Dead Man's Chest", 1965)
- Redcap (televisieserie) – Sergeant John Mann (26 afl., 1964–1966)
- Bat Out Of Hell (televisieserie) – Mark Paxton (afl. onbekend, 1966)
- The Making of Jericho (televisiefilm, 1966) – rol onbekend
- Inheritance (televisieserie) – rol onbekend (1967)
- The Bofors Gun (1968) – Featherstone
- The Borderers (televisieserie) – Sir Richard (afl. "Dispossessed", 1969)
- ITV Saturday Night Theatre (televisieserie) – Rolf (afl. "The Haunting", 1969)
- ITV Saturday Night Theatre (televisieserie) – rol onbekend (afl. "The Talking Head", 1969)
- Strange Report (televisieserie) – Inspecteur Jenner (afl. "Report 2475: Revenge – When a Man Hates", 1969)
- Praise Marx and Pass the Ammunition (1970) – Dom
- The Last Grenade (1970) – Terry Mitchell
- Play of the Month (televisieserie) – Banquo (afl. "Macbeth", 1970)
- Budgie (televisieserie) – Denzil Davies (afl. "Sunset Mansions or Whatever Happened to Janey Babe?", 1971)
- Armchair Theatre (televisieserie) – Tony (afl. "Competition", 1971)
- The Onedin Line (televisieserie) – Carby (afl. "Mutiny", 1971)
- Pretenders (televisieserie) – Fast Jack (1972)
- The Frighteners (televisieserie) – Wood (afl. "Old Comrades", 1972)
- Dr. Phibes Rises Again (1972) – Shavers
- Armchair Theatre (televisieserie) – Peter (afl. "What Became of Me?", 1972)
- The Adventures of Black Beauty (televisieserie) – Jack Desmond (afl. "The Hostage", 1972)
- The Rivals of Sherlock Holmes (televisieserie) – Lt. Hoist (afl. "The Sensible Action of Lieutenant Hoist", 1973)
- Menace (televisieserie) – Don (afl. "Tom", 1973)
- Caucasian Chalk Circle (televisiefilm, 1973) – rol onbekend
- Play of the Month (televisieserie) – rol onbekend (afl. "Caucasian Chalk Cirle", 1973)
- The Protectors (televisieserie) – Mario Carpiano (afl. "Lena", 1973)
- Armchair Cinema (televisieserie) – Inspecteur Jack Regan (afl. "Regan", 1974)
- Thick as Thieves (televisieserie) – Stanley (8 afl., 1974)
- The Capone Investment (televisieserie) – rol onbekend (1974)
- Sweeney! (1977) – Inspecteur Jack Regan
- Sweeney 2 (1978) – Inspecteur Jack Regan
- Play for Today (televisieserie) – Dinny Matthews (afl. "Dinner at the Sporting Club", 1978)
- The Sweeney (televisieserie) – Inspecteur Jack Regan (53 afl., 1975–1978)
- Drake's Venture (televisiefilm, 1980) – Francis Drake
- Killing Heat (1981) – Dick Turner
- Saturday Night Thriller (televisieserie) – Jack Buchus (afl. "Where Is Betty Buchus?", 1982)
- Killer Waiting (televisiefilm, 1984) – Majoor Peter Hastings
- Mitch (televisieserie) – Mitch (10 afl., 1984)
- The Life and Death of King John (televisiefilm, 1984) – Hubert de Burgh
- We'll Support You Ever More (televisiefilm, 1985) – Geoff Hollins
- Business As Usual (1987) – Kieran Flynn
- Cry Freedom (1987) – Jimmy Kruger
- The Sign of Four (televisiefilm, 1987) – Jonathan Small
- Bomber Harris (televisiefilm, 1989) – Sir Arthur 'Bomber' Harris
- Home to Roost (televisieserie) – Henry Willows (29 afl., 1985–1990)
- Stanley and the Women (miniserie, 1991) – Stanley Duke
- Chaplin (1992) – Fred Karno
- A Year in Provence (televisieserie) – Peter Mayle (12 afl., 1993)
- The Absence of War (televisiefilm, 1995) – George Jones
- Masculine Mescaline (1996) – The Man
- Into the Blue (televisiefilm, 1997) – Harry Barnett
- Goodnight, Mister Tom (televisiefilm, 1998) – Tom Oakley
- Plastic Man (televisiefilm, 1999) – Joe MacConnell
- The Waiting Time (televisiefilm, 1999) – Joshua Mantle
- Monsignor Renard (televisieserie) – Monsignor Augustine Renard (4 afl., 2000)
- Inspector Morse (televisieserie) – Inspecteur Endeavour Morse (33 afl., 1987–2000)
- Inspector Morse: Rest in Peace (dvd, 2000) – Inspecteur Endeavour Morse
- Kavanagh QC (televisieserie) – James Kavanagh QC (27 afl., 1995–2001)
- The Glass (televisieserie) – Jim Proctor (6 afl., 2001)
- Buried Treasure (televisiefilm, 2001) – Harry Jenkins

- Biblioteca Nacional de España: XX4949241
- Bibliothèque nationale de France: cb170868384 (data)
- Gemeinsame Normdatei: 129809950
- International Standard Name Identifier: 0000 0001 1774 694X
- Library of Congress Control Number: no96047578
- MusicBrainz: 76bb4ce9-6011-49c3-9171-778c6598b5a2
- Nationale Bibliotheek van Israël: 987007347879705171
- Nationale Bibliotheek van Polen: a0000001651380
- Nederlandse Thesaurus van Auteursnamen: 070458944
- Système universitaire de documentation: 132168391
- Virtual International Authority File: 91535456
- WorldCat: E39PBJjhCgxwdFHjXk8yfkdCwC